# 37 Tauri
37 Tauri (37 Tau), indicata anche come A1 Tauri nella nomenclatura di Bayer, è una gigante arancione di magnitudine 4,4 situata nella costellazione del Toro. La sua distanza è stimata sui 185 anni luce dal sistema solare. 
Ha una compagna visuale, della decima magnitudine, TYC 1262-406-1.

## Osservazione

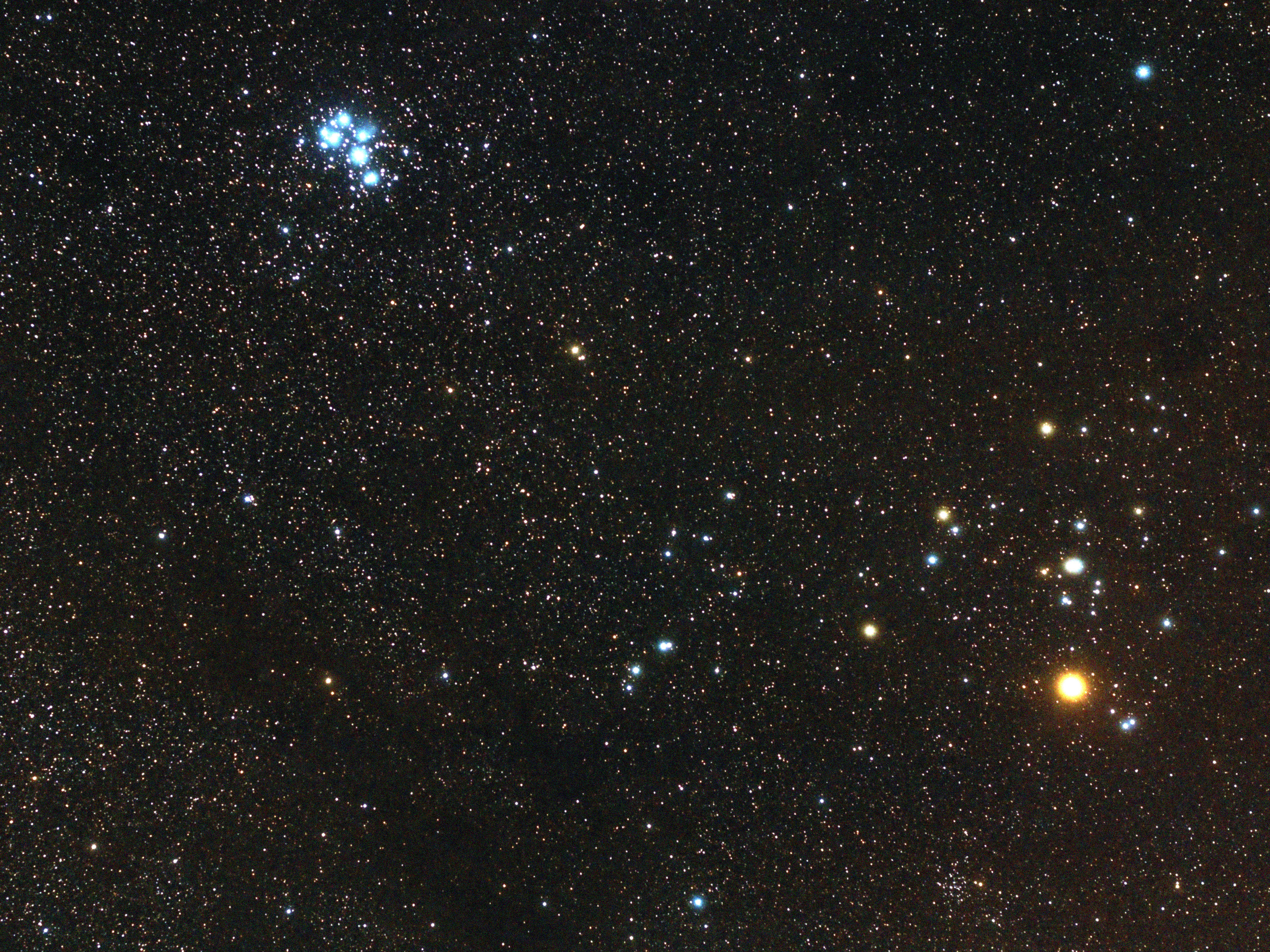
37 Tauri è la brillante stella arancione visibile tra le Pleiadi (a sinistra) e le Iadi (a destra).

37 Tauri è situata nell'emisfero boreale celeste; grazie alla sua posizione non fortemente boreale, può essere osservata dalla gran parte delle regioni della Terra, sebbene gli osservatori dell'emisfero nord siano più avvantaggiati. Nei pressi del circolo polare artico appare circumpolare, mentre resta sempre invisibile solo in prossimità dell'Antartide. Il periodo migliore per la sua osservazione nel cielo serale ricade nei mesi compresi fra fine ottobre e aprile; da entrambi gli emisferi il periodo di visibilità rimane indicativamente lo stesso, grazie alla posizione della stella non lontana dall'equatore celeste.
37 Tauri ha magnitudine pari a 4,4 e può essere scorta a occhio nudo, ma solo con un cielo sufficientemente libero dagli effetti dell'inquinamento luminoso. La compagna visuale ha magnitudine 9,93 ed è separata dalla primaria di 135,03 arcosecondi al 2020.
Il Washington Double Star Catalog riporta la presenza di una terza compagna visuale (2MASS J04043194+2201426), di magnitudine 12,62 e con una separazione angolare di 234,9 arcosecondi dalla primaria.
Inoltre, a 596,91 arcsec (9,95 primi d'arco) è presente 39 Tauri, un sistema stellare visibile con magnitudine pari a 5,90, nel quale la primaria è una nana gialla. 39 Tauri condivide con 37 Tauri la designazione di Bayer, venendo indicata A2 Tauri.
Nell'astronomia cinese, 37 Tauri rappresenta la stella lunare ed è indicata anch'essa 月S, YuèP, lett. "Luna"; è ubicata nella casa della Chioma, corrispondente alle Pleiadi.

## Caratteristiche fisiche

### 37 Tauri
37 Tauri è una gigante arancione, attribuita alla classe spettrale K0III-IIIb B. Avendo un'età di 1,39 miliardi di anni, si colloca sul red clump; si tratta cioè di una stella che ha iniziato a fondere elio nel nucleo. La sua magnitudine assoluta è stata stimata pari a 0,57. Possiede il doppio della massa del Sole, ma ha già raggiunto 10 volte le sue dimensioni. La temperatura della sua espansa fotosfera è di 4732±26 K. Ha raggiunto una luminosità pari a 60 luminosità solari. La sua metallicità [Fe/H] è confrontabile con quella solare.
La stella ha un elevato moto proprio, pari a 109,9 mas/anno, e potrebbe appartenere all'ammasso aperto delle Iadi.
Con una parallasse determinata mediante Gaia in 17,6194 ± 0,1853 mas, la distanza dal sistema solare può essere calcolata in 56,76 parsec (185,1 al). Avendo una velocità radiale positiva, la stella si sta ulteriormente allontanando dal sistema solare.

### TYC 1262-406-1
La compagna visuale, TYC 1262-406-1, è stata tipizzata come una stella arancione di classe K0 nella pubblicazione del 2019 dei dati ottenuti col telescopio LAMOST, ubicato presso la stazione osservativa di Xinglong, in Cina.
La sua parallasse è stata determinata mediante Gaia in 8,3472 ± 0,0367 mas, da cui può essere calcolata la distanza dal sistema solare in 119,8 parsec (391 al). La differenza nel valore delle distanze delle due stelle dal Sole è talmente elevata, che non può esserci relazione fisica tra 37 Tauri e TYC 1262-406-1.